# Zinsniveau
Das Zinsniveau ist in der Volkswirtschaftslehre und in der Geldtheorie der gewogene Durchschnitt aller relevanten Zinssätze innerhalb eines bestimmten Zeitintervalls.

## Allgemeines
Die Volkswirtschaftslehre befasst sich zu Vergleichs- und Analysezwecken mit verschiedenen statistischen Daten, die in Form von Kurven für einen bestimmten Zeitraum mit einer festgelegten Datenreihe zusammengefasst werden. Zu dieser Niveaumenge gehört unter anderem das Preisniveau, mit dem insbesondere die Preisniveaustabilität gemessen wird, das heimische Produktionsniveau, das Kursniveau oder das Zinsniveau, das mittels Zinskurven visualisiert werden kann. Es wird untersucht, wie die Zentralbank ihre Geldpolitik zur Steuerung des Zinsniveaus einsetzt, was Auswirkungen auf den Aktienmarkt, den gesamten Kapitalmarkt und die Währungsparität hat. Auch die Bankbetriebslehre befasst sich mit dem Zinsniveau, insbesondere mit dessen Auswirkungen auf das Marktrisiko, Zinsänderungsrisiko und die Gewinn- und Verlustrechnung.
Das Zinsniveau betrifft den Zins als Preis auf den Finanzmärkten, zu den der Geld-, Kredit- und Kapitalmarkt gehören. Auch hier funktioniert der Preismechanismus: Je höher das reale Zinsniveau ist, umso niedriger ist die geplante Geldnachfrage und umso höher ist die Umlaufgeschwindigkeit des Geldes und umgekehrt. Das Zinsniveau ist auch außerhalb der Finanzmärkte von Bedeutung. Investitionen hängen auf dem Investitionsgütermarkt vom Zinsniveau, die Ersparnis vom Volkseinkommen ab. Je höher das Zinsniveau, umso niedriger fallen die Investitionen aus. Nichtbanken und Geschäftsbanken werden bei hohem Zinsniveau einen größeren Teil ihrer Liquidität in verzinslichen Formen anlegen. Die Überschussreserve der Geschäftsbanken als Grundlage für die Giralgeldschöpfung variiert mithin mit der Höhe des Zinsniveaus. Es wird maßgeblich vom Leitzins der Zentralbanken beeinflusst.

## Zweck und Arten
Das Zinsniveau dient dem Vergleich zu anderen Zinsarten (kurzfristiges oder langfristiges Zinsniveau, Zinsniveau auf Geld- und Kapitalmarkt), zur Vergangenheit (Zinsniveau 1980–1990), an verschiedenen Orten (Zinsgefälle) oder zum Ausland (deutsches oder amerikanisches Zinsniveau). Nach der Höhe unterscheidet man ein Hochzins- und ein Niedrigzinsniveau, womit ausgedrückt wird, ob sich die Zinsen für längere Zeit auf höherem (z. B. 10 %) oder niedrigerem (z. B. 1 %) Niveau bewegen. Weist das Zinsniveau für mehrere Laufzeiten hinweg (annähernd) dieselben Zinssätze auf, spricht man von einer indifferenten „flachen Zinskurve“. Sie ist ein Indikator dafür, dass mit nahezu unveränderten kurzfristigem Zinsniveau gerechnet wird. Empirisch belegt ist, dass ein niedriges Zinsniveau („flache Zinskurve“) mit Preisniveaustabilität einhergeht. Je nach Kurvenverlauf des Zinsniveaus gibt es eine „normale“ Zinsstruktur mit steigenden Zinssätzen bei längeren Laufzeiten, während umgekehrt eine inverse Zinsstruktur sinkende Zinssätze aufweist. Eine inverse Zinsstruktur zeigt an, dass die Zentralbank eine restriktive Geldpolitik betreibt und deshalb auch geringe Inflationserwartungen vorliegen. Das Zinsniveau gilt als Präsenz- oder Spätindikator.

## Wirtschaftliche Aspekte
Die Höhe und die Veränderungen des Zinsniveaus gehören zu den bedeutendsten Einflussgrößen in einer Volkswirtschaft, weil sie sich umfassend entweder unmittelbar oder mittelbar auf alle Wirtschaftssektoren auswirken.
Die absolute Zinshöhe beeinflusst zunächst einzelwirtschaftlich die Zinsaufwendungen bei Krediten und Zinserträge bei Geldanlagen, sie wirkt sich darüber hinaus volkswirtschaftlich auf Angebot und Nachfrage auf dem Kreditmarkt aus. Sollte der Zinssatz auf einem der internationalen Kreditmärkte steigen, werden Kreditnachfrager versuchen, sich Kredite auf einem anderen Kreditmarkt zu besorgen. Das führt zu einer Annäherung der Zinsniveaus. Mit dem Kreditangebot und der Kreditnachfrage wird auf dem Kreditmarkt das Zinsniveau bestimmt. Gleichzeitig werden Kreditanbieter verstärkt auf den Märkten mit höherem Zinsniveau Kredite anbieten. Sinkende Nachfrage und steigendes Angebot auf dem Kreditmarkt mit höherem Zinsniveau bedingen nun eine Annäherung der Zinsniveaus. Die Zinsentwicklung am Geldmarkt beeinflusst auch das Zinsniveau am Kapitalmarkt, da ein erhöhter Geldmarktzins zu einem Geldzufluss in diesen Markt zur Folge hat, was zu einem zinserhöhend wirkenden Geldabfluss auf dem Kapitalmarkt führt.
Die in der Boomphase bei erhöhtem Zinsniveau vorgenommenen Investitionen erweisen sich bei relativer Preisniveaustabilität als unrentabel, es sinken Gewinne und Arbeitskosten mit der Gefahr der Zunahme von Unternehmenskrisen. Denn zusätzliche Investitionen erhöhen die Geldnachfrage und damit das Zinsniveau. Folge eines steigenden Zinsniveaus ist eine Abnahme der Beschäftigung, die sich in einer Zunahme der Arbeitslosenquote niederschlägt. Es besteht zudem auf dem Aktienmarkt eine positive Korrelation zwischen Zinsniveau und erwarteter Aktienrendite. Sind nämlich die Zinsen hoch, ist das Interesse an Aktien gering und deren Kursniveau niedrig, was eine hohe Dividendenrendite bedeutet.
Zu erwähnen ist ferner der Einfluss des Zinsniveaus auf die Staatsfinanzen. Ein defizitärer Staatshaushalt weist einen negativen Finanzierungssaldo auf, in welchem die Zinsausgaben für Staatsschulden wie Staatsanleihen berücksichtigt sind. Erhöht sich das Zinsniveau, steigt – unter sonst gleichbleibenden Verhältnissen – der negative Finanzierungssaldo weiter an und erfordert eine zusätzliche Neuverschuldung des Staates, die auf den Kapitalmärkten zu einem weiter steigenden Zinsniveau beitragen kann. Dieser sich selbst verstärkende Prozess kann Staaten mit hoher Staatsschuldenquote durch eine ungünstige Zinslastquote in eine Finanzkrise führen, wie dies bei der Eurokrise und insbesondere der griechischen Staatsschuldenkrise der Fall war. Erreichen beispielsweise die Staatsschulden (brutto) die Höhe des Bruttoinlandsprodukts (Staatsschuldenquote mithin 100 %) und liegen – bei einem angenommenen Zinsniveau von 6 % – die Steuereinnahmen bei 30 % des Bruttoinlandsprodukts, so sind die Steuereinnahmen bereits mit 18 % Zinsaufwand belastet (Zinsdeckungsgrad). Nach dem Schuldendienst verbleiben dem Staat dann lediglich etwa 80 % der Steuereinnahmen für seine eigentlichen Aufgaben der Staatsfinanzierung.
Ein Zinsgefälle zum Ausland führt regelmäßig zu einem Kapitalexport in das Land mit dem höheren Zinsniveau. Steigt das inländische Zinsniveau, hat dies gegenüber ausländischen Fremdwährungen über Kapitalimporte einen Aufwertungseffekt zur Folge und umgekehrt. Die Erwartungen von Auf- oder Abwertungen üben vielfach einen stärkeren Einfluss auf die Geldbewegungen aus als das internationale Zinsgefälle. Neuere ökonomische Erklärungsmodelle fassen das Zinsniveau als endogene Größe auf, die sich simultan zum Wechselkurs entwickelt; einer Kapitalflucht könne deshalb mit einer Erhöhung des inländischen Zinsniveaus begegnet werden. Eine expansive Geldpolitik wiederum erhöht das Preisniveau, so dass sie mit einem steigenden Zinsniveau einhergeht. Umgekehrt sinken in der Rezession tendenziell die Preise, und das Zinsniveau fällt, weil die Nachfrage nach Krediten zurückgeht. Allgemein gilt, dass das nominale Zinsniveau umso höher liegt, je höher die tatsächliche oder erwartete Inflationsrate ist.
Mit ihrer Zinspolitik als Aktionsparameter beeinflussen die Zentralbanken vor dem Hintergrund der wirtschaftlichen Entwicklung das kurzfristige Zinsniveau ihres Landes. Dabei ist insbesondere der Leitzins als Instrument zur Beeinflussung zu nennen, der seit Januar 1999 von der Europäischen Zentralbank festgelegt wird. Diese ist für die Bestimmung der Leitzinsen zuständig und hat sich für drei Aggregate entschieden, und zwar für einen Zinssatz für das Hauptrefinanzierungsgeschäft, für die Spitzenrefinanzierungsfazilität und für die Einlagefazilität. Ihr Einfluss auf Zinsniveau und Wechselkurse eröffnet auch Möglichkeiten zur mittelbaren Einflussnahme auf Konsum, Investitionen und Kapazitätsauslastung, Exporte und Importe.
Das Niedrigzinsniveau benachteiligt alle Gläubiger wie Kapitalanleger (Sparer oder Versicherungen, auch betriebliche Pensionsrückstellungen) und begünstigt alle Schuldner wie Kreditnehmer (Unternehmensfinanzierung, hochverschuldete Staaten). Dies gilt umgekehrt auch für das Hochzinsniveau.